# Johann II. Mühlmann
Johann Mülmann SJ (auch Mühlmann; * 12. Mai 1600 wahrscheinlich in Naumburg; † 10. Februar 1651 in Hadamar) war ein deutscher römisch-katholischer Theologe, Pater im Jesuitenkolleg Münster und Beichtvater des Fürsten Johann Ludwig von Nassau-Hadamar zur Zeit des Westfälischen Friedens.

## Leben
Mühlmann war ein Sohn des Pfarrers Johann Mühlmann und dessen Frau Dorothea Gleser (getauft 10. Dezember 1579, † 2. November 1607 an der Pest). 1608 verheiratete sich sein Vater erneut, starb aber 1613, so dass Mühlmann mit nur 13 Jahren Vollwaise wurde. Mühlmann studierte in Köln, wo er konvertierte und 1620 in die Gesellschaft Jesu eintrat. Sein Bruder Hieronymus versuchte, ihn in Köln wieder für die evangelische Konfession zu gewinnen, trat aber 1627 selbst in den Jesuitenorden ein.
Mühlmann war Pater im Jesuitenkolleg Münster. Er hatte gute Kenntnisse des Italienischen, Französischen und Spanischen, lehrte einige Jahre Philosophie und Theologie und wurde schließlich Beichtvater des Fürsten Johann Ludwig von Nassau-Hadamar, der selbst konvertiert war. Er soll unter anderem im April 1644 als Unterhändler für Diego Saavedra Fajardo fungiert haben, der die Catalonischen Abgeordneten, die nach Münster entsandt worden waren, um einen Aufstand gegen Spanien zu unterstützen, für den spanischen König zurückzugewinnen. Am 12. Juli 1647 sandte Mulmann ein Exemplar des Vehiculum an Pater Johann Gans, den Beichtvater Ferdinands III. Von den Schweden wurde das Schreiben aufgefangen, und sogleich veröffentlicht. Gans wurde berichtet, dass alle Bemühungen, Maximilian von und zu Trauttmansdorff das Gewissen zu rühren, fruchtlos geblieben, indem ihn nichts in seinem sündhaften Vorsatze, durch Nachgiebigkeit in der Religionsfrage das Friedenswerk zu Stande zu bringen, zu erschüttern vermöchte. Die den Ketzern bereits gewährten Einräumungen seien so ruchlos, so abscheulich, dass selbst der Drang der äußersten Notwendigkeit sie nicht zu entschuldigen vermöchte. Es sei mithin die höchste Zeit, dass der Beichtvater von dem Kaiser die Abberufung Trauttmandorffs, ihn zu weiterer Fortsetzung des Krieges zu bewegen und von allen Concessionen gegen die Protestanten abzuhalten suche.
Mühlmann ist bekannt für seine Werke Dispp. de fide, quaenam inter tot religiones hoc seculo sola tuto recipi possit, De calice eucharistico, De purgatorio und für die Übersetzung im Jahre 1649 aus dem Spanischen ins Lateinische von Diego de Saavedra Fajardos Emblemática, gedruckt in Brüssel. Mühlmann wechselte Streitschriften mit dem evangelischen Theologen Georg Calixt in Helmstedt und anderen lutherischen Theologen.

## Familie
Mühlmanns Geschwister waren:
- Magdalena Mühlmann (* um 1600; † 16. November 1633) ⚭ Jacob Lossius (* 22. Juni 1596; † 28. Januar 1663), Philosoph, Pfarrer und Superintendent in Borna.
- Hieronymus II. Mühlmann (getauft dem 23. Februar 1606; † 22. Oktober 1666), katholischer Rektor und Missionar in Dänemark.[6]
- Maria Mühlmann (Nottaufe zu Hause den 30. Oktober 1607; † 2. November 1607).

und die Halbgeschwister:
- Paul Mühlmann (getauft den 17. Oktober 1609; † 1642), war von 1636 bis 1642 Pfarrer in Reichardtswerben, danach in Weißenfels.
- Christian II. Mühlmann (* 11. Februar 1611; † 13. September 1660, Zwilling) Magister, Pfarrer in Lützschena und Hänichen bei Leipzig.[7]
- Maria Mühlmann (* 11. Februar 1611, Zwilling)
- Susanna Mühlmann (getauft den 15. Juli 1612), ⚭ 1635 mit Joachim Pollio (* 7. April 1602; † 3. Juni 1656), Archidiakonus in Breslau.
- Gertrautte Mühlmann (getauft den 29. Dezember 1613).

## Werke (Auswahl)
- Dispp. de fide, quaenam inter tot religiones hoc seculo sola tuto recipi possit.
- De Calice Eucharistico contra eundem. Münster.
- De Missis privatis contra Calixtum Calvinistam. Monasterii Westphaliae typis Bern. Raesfeld 1647.
- De libris Machabaeorum contra Scheiblerum. 1648.
- De purgatorio contra Calixtum et Sectarios. 1648.
- Übersetzung  aus dem Spanischen ins Lateinische von Diego de Saavedra Fajardos Emblemática.